# Brutal Truth
Brutal Truth est un groupe de grindcore et deathgrind américain, originaire de Rochester, à New York. Formé en 1990, il est l'un des grands nom du grindcore, aux côtés de Napalm Death et Carcass. Leurs chansons ont plutôt des connotations sociales, politiques et environnementales revendicatives comme souvent dans le grindcore.
Le groupe, séparé depuis 1999, se reforme en 2006, sort un split et participe à divers festivals dont l'Obscene Extreme Festival en juillet 2007 et un concert avec Inhumate et Sublime Cadaveric Decomposition en février 2008 à Strasbourg (France). En 2012, Brutal Truth a participé au Lausanne Underground Film and Music Festival dans le cadre d'un projet spécial, jouant des morceaux du compositeur contemporain Robert Piotrowicz. Il se sépare de nouveau en 2014.

## Biographie

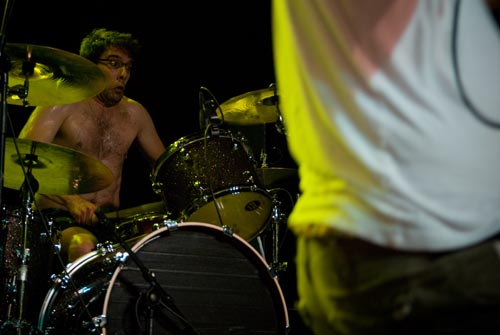
Richard Hoak, Hole In The Sky en 2008.

Brutal Truth est formé en 1990 à Rochester. Le groupe est originellement signé au label Earache Records, sur lequel il publie deux albums, Extreme Conditions Demand Extreme Responses et Need to Control, ainsi qu'un EP intitulé Perpetual Conversion, et les singles Ill Neglect et Godplayer.
Brutal Truth, insatisfait d'Earache Records signe chez Relapse Records. Avec Relapse, ils enregistrent et publient le mini-album Kill Trend Suicide, l'album Sounds of the Animal Kingdom et un double album live intitulé Goodbye Cruel World. Le groupe a également publié de nombreux singles split 7" dans de plus petits labels. En 2001, le Livre Guinness des records récompense Brutal Truth dans la catégorie de « clip le plus court » pour la chanson Collateral Damage.
Le batteur Richard Hoak participe au chant et à la batterie dans un projet appelé Total Fucking Destruction. Kevin Sharp publie un album au sein de Venomous Concept en 2004, un groupe de punk hardcore qui fait participer les membres des groupes The Melvins et Napalm Death. Brutal Truth se reforme en 2006 avec seulement trois-quart de ses membres originaux (Lilker, Hoak et Sharp) ; Erik Burke (de Lethargy) remplace Brent McCarty à la guitare. Le 8 juillet 2008, quatre nouvelles chansons de Brutal Truth sont publiées sur la compilation This Comp Kills Fascists. Le 21 janvier 2009, Brutal Truth annonce avoir terminé un nouvel album, intitulé Evolution Through Revolution. Il est publié le 14 avril en Amérique du Nord, le 17 avril en Allemagne, et le 20 avril à l'international. Le groupe publie aussi son album intégralement en streaming sur son site web. Un clip de la chanson Sugardaddy/Branded est publié le 17 janvier 2009.
Le 27 septembre 2011, Brutal Truth publie l'album End Time au label Relapse. En 2012, le groupe participe au Lausanne Underground Film and Music Festival. En octobre 2012, Dan O'Hare reprend le rôle du guitariste. Brutal Truth publiera un split avec Bastard Noise le 11 novembre 2013. Le 10 janvier 2014, Lilker annonce son retrait de musicien de tournée à plein temps pour le 18 octobre 2014, date de ses 50 ans. De ce fait, Brutal Truth se sépare le même jour.

## Membres

### Derniers membres
- Kevin Sharp - chant (Venomous Concept, Primate) (1990–1998, 2006–2014)
- Danny Lilker - basse (Venomous Concept, ex-Anthrax, ex Nuclear Assault) (1990–1998, 2006–2014)
- Dan O'Hare - guitare (Total Fucking Destruction) (2013–2014)
- Rick Hoaks - batterie (Total Fucking Destruction, Exit 13) (1994–1998, 2006–2014)

### Anciens membres
- Erik Burke - guitare (Kalibas, Sulaco) (2007–2013)
- Scott Lewis - batterie (1990–1993)
- Brent « Gurn » McCarthy - guitare (1990–1998)
- Jody Roberts - guitare (2006–2007)

## Discographie

### Albums studio
- 1992 : Extreme Conditions Demand Extreme Responses
- 1994 : Need to Control
- 1996 : Kill Trend Suicide
- 1997 : Sounds from the Animal Kingdom
- 2009 : Evolution Through Revolution
- 2011 : End Time

### Démo
- 1990 : Birth of the Ignorance

### EPs et splits
- 1992 : Ill Neglect (EP)
- 1993 : Perpetual Conversion (EP)
- 1996 : Split with Melvins (split CD  avec The Melvins)
- 1996 : Split with Spazz (split CD avec Spazz)
- 1996 : Machine Parts (EP)
- 1997 : Split with Converge (split CD avec Converge)
- 1997 : Split with Rupture (split CD avec Rupture)
- 2000 : For Drug Crazed Grindfreaks Only! (EP live)
- 2007 : Split (split CD avec Narcosis et Total Fucking Destruction)

### Compilation
- 1999 : Goodbye Cruel World! (compilation)